# Lejb Najdus

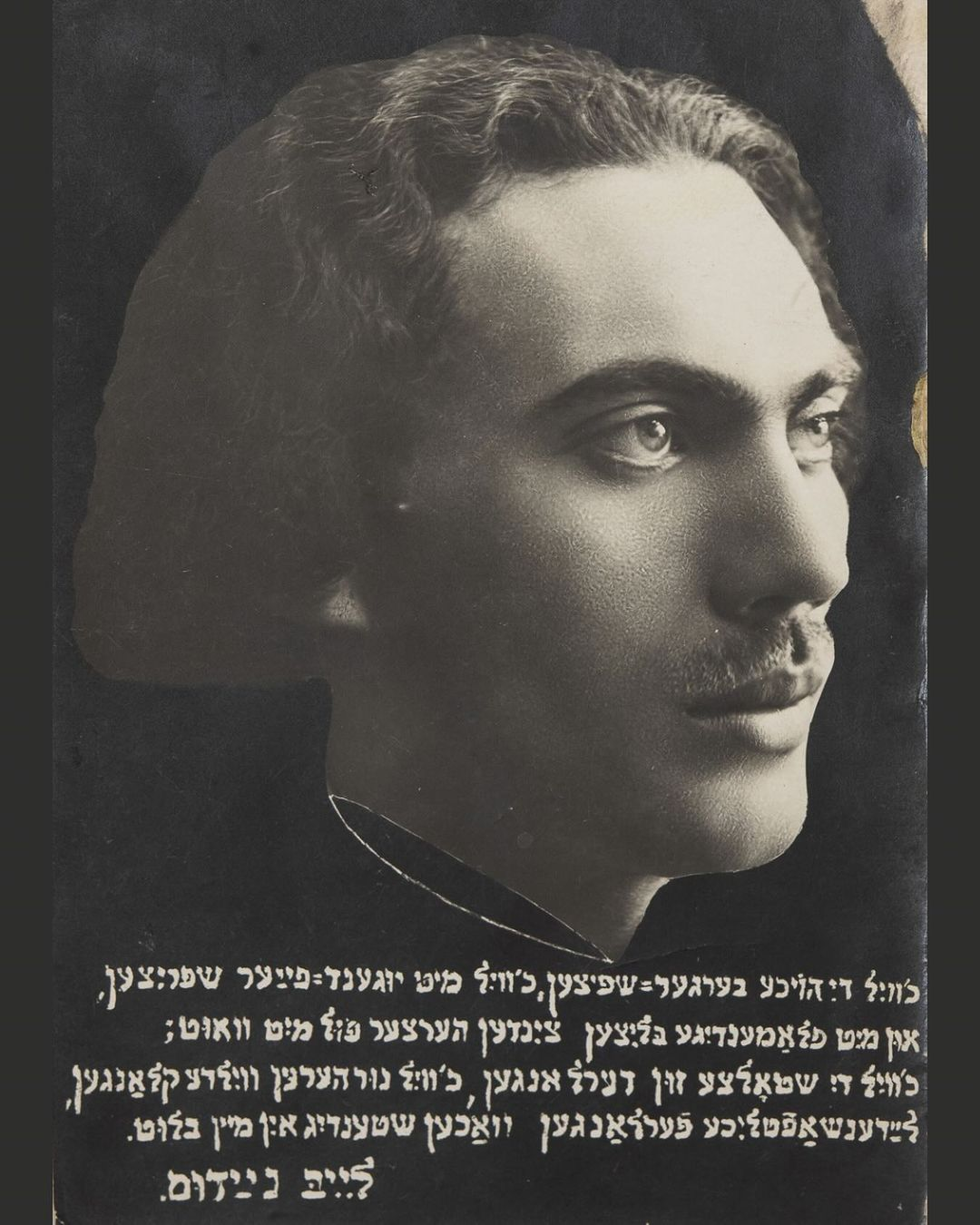
Porträt von Lejb Najdusch mit einem seiner Gedichte

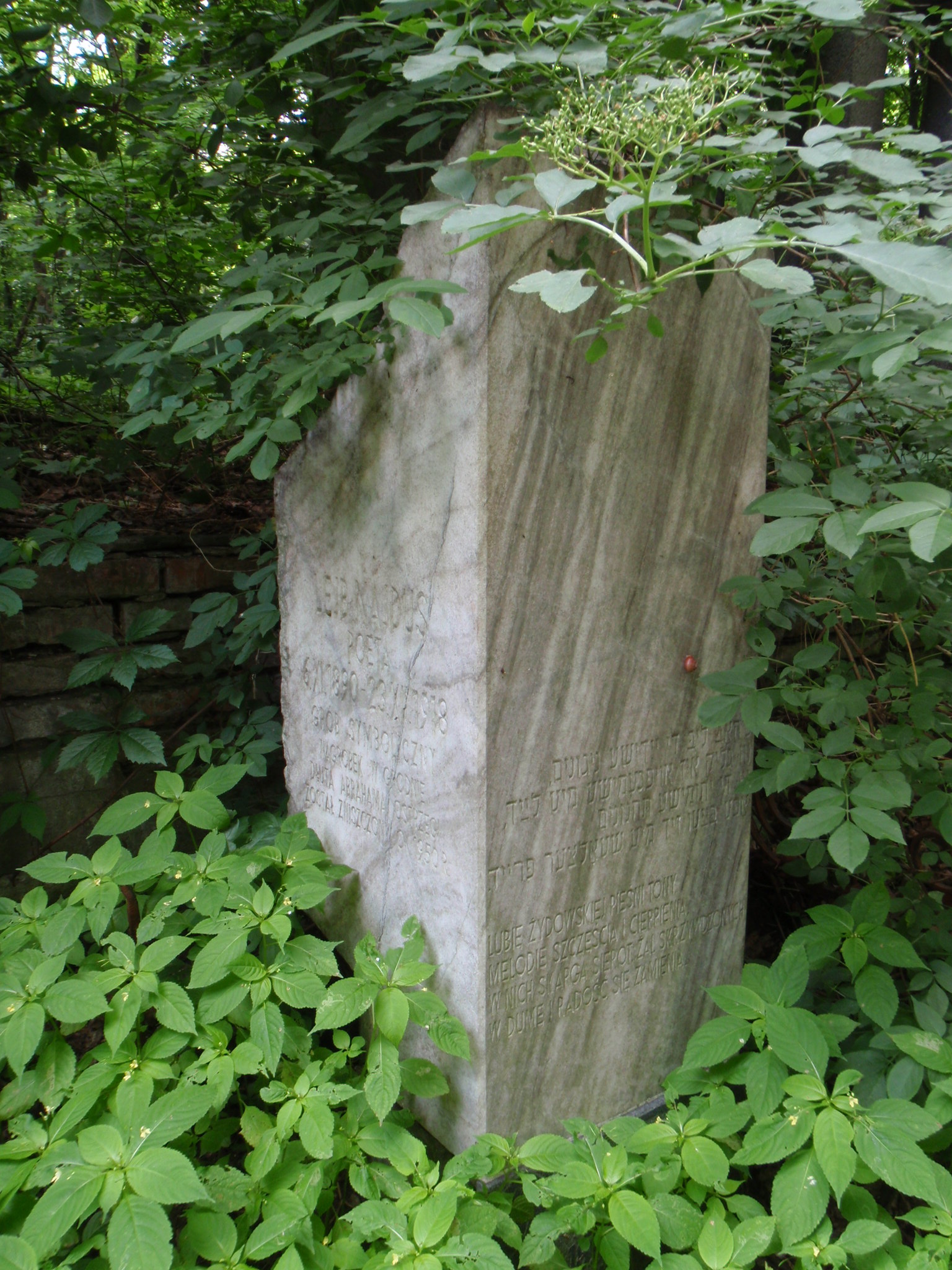
Najdus Kenotaph in Warschau

Lejb (Leon) Najdus, jiddisch לײב נײַדוס, auch Leib Naidus sowie (im englischen Sprachraum) Leyb Naydus geschrieben (* 6. November 1890 in Grodno; † 23. Juli 1918), war ein jiddischsprachiger Dichter.
Najdus wuchs in einer gebildeten jüdischen Familie auf und beherrschte schon sehr früh mehrere Sprachen. Najdus schrieb und veröffentlichte zunächst Gedichte in polnischer, russischer und belarussischer Sprache. Im Jahr 1907 debütierte er mit einem Gedicht in jiddischer Sprache, das die Warschauer Zeitung Roman Cajtung veröffentlichte, womit Najdus’ beeindruckende Karriere als jiddischer Dichter begann. 
Zu Lebzeiten brachte Najdus drei Bände mit eigenen Dichtungen heraus. Zudem übertrug er russische und französische Dichtungen ins Jiddische. Postum erschien unter anderem eine sechsbändige Ausgabe seiner zu Lebzeiten nicht veröffentlichten Werke. Seine Gedichte sind geprägt von einer starken Hinwendung zur jüdischen bzw. jiddischen Kulturtradition, wie er sie in seinem Elternhaus kennengelernt hatte. Schon zeit seines Lebens wurden sie auch vertont, in jüngerer Zeit erneut von The Klezmatics in The Well (1998) und von Anthony Mordechai Tzvi Russell in Kosmopolitn (2022).
Nach seinem durch Diphtherie hervorgerufenen Tod im Jahr 1918 wurde Najdus auf dem alten jüdischen Friedhof von Grodno beigesetzt, wo sich sein Grab bis in die 1960er Jahre erhielt, bevor dieser für den Bau eines Stadions eingeebnet wurde.

## Werke
- Lirik („Lyrik“), Vilinus/Yekaterinoslav 1916
- Di flejt fun Pan („Pans Flöte“), Grodno 1918
- Intime nigunim („Intime Melodien“), Grodno 1918
- Dos buch fun poemen („Das Buch der Gedichte“), Warschau 1923
- Litwische arabeskn („Litauische Arabesken“), Warschau 1924
- Rusische dichtung: Puschkin un Lermontow („Russische Dichtung“), Warschau 1926
- Ale werk – Lirik („Alle Werke – Lyrik“), Warschau 1927
- Fun Velt-Parnas („Vom Welt-Parnass“), Warschau 1928
- Lejb Najdus: ojsgeklibene schriftn („Lejb Najdus: ausgewählte Schriften“), Buenos Aires 1958

Eine Bibliographie wurde von Efim H. Jeschurin publiziert.